# Cenostigma macrophyllum
Cenostigma macrophyllum är en ärtväxtart som beskrevs av Louis René Tulasne. Cenostigma macrophyllum ingår i släktet Cenostigma och familjen ärtväxter. Inga underarter finns listade i Catalogue of Life.